# Lila trianglar
Lila trianglar var en typ av symbol som medlemmar av Jehovas vittnen var tvungna att bära i koncentrationsläger i Nazityskland. Under den tiden kallades de Bibelforscher, ungefär bibelforskare.
Jehovas vittnen satt i läger för att de vägrade bära vapen, vägrade göra "Hitlerhälsning" samt säga "heil Hitler". Heil Hitler betyder ungefär "frälsning genom Hitler". Enligt Jehovas vittnen så kunde frälsning komma endast genom Guds kungarike. 
Jehovas vittnen erbjöds att släppas fria mot att de skrev på ett papper där de avsade sig sin tro och lovade att aldrig ha kontakt med den organisationen igen. Det var få som accepterade det erbjudandet.